# アリソン・エウレル・ジ・フレイタス・カストロ
アリソン（Alisson）ことアリソン・エウレル・ジ・フレイタス・カストロ（ポルトガル語: Alisson Euller de Freitas Castro、1993年6月25日 - ）は、ブラジルのサッカー選手。ポジションはMF。

## クラブ歴
クルゼイロECの下部組織出身。2012年にトップチームに昇格し、2013年にCRヴァスコ・ダ・ガマに期限付き移籍。
2018年にグレミオFBPAに完全移籍した。

## タイトル
クルゼイロ
- カンピオナート・ブラジレイロ・セリエA: 2013, 2014
- カンピオナート・ミネイロ: 2014
- コパ・ド・ブラジル: 2017

グレミオ
- レコパ・スダメリカーナ: 2018
- カンピオナート・ガウショ: 2018, 2019, 2020, 2021